# Mário Lima (cineasta)
Mário Lima (São Paulo) é um ator, diretor e produtor de cinema brasileiro. Foi responsável pela produção de diversos filmes de José Mojica Marins.

## Filmografia

### Como ator
- 2008 - Encarnação do Demônio
- 1986 - 48 Horas de Sexo Alucinante
- 1985 - 24 Horas de Sexo Explícito
- 1984 - A Quinta Dimensão do Sexo
- 1974 - Núpcias Vermelhas
- 1971 - Finis Hominis
- 1970 - O Profeta da Fome
- 1970 - O Despertar da Besta
- 1969 - Meu nome É Tonho
- 1968 - O Estranho Mundo de Zé do Caixão
- 1968 - Trilogia do Terror
- 1964 - À Meia-Noite Levarei Sua Alma
- 1963 - Meu Destino em Tuas Mãos
- 1958 - A Sina do Aventureiro

### Como diretor
- 1988 - A Vingança Diabólica
- 1987 - A Menina do Sexo Diabólico